# Kenbridge
Kenbridge är en kommun (town) i Lunenburg County i Virginia. Vid 2010 års folkräkning hade Kenbridge 1 257 invånare.